# Мартин аденський
Мартин аденський (Ichthyaetus hemprichii) — вид мартинів з роду Ichthyaetus.

## Назва
Вид названо на честь німецького дослідника Вільгельма Гемпріха (1796—1825).

## Поширення
Птах поширений в Червоному морі, Аденській затоці, у Перській та Оманській затоках від півдня Пакистану до північної Кенії (острови Кіунга).
Це прибережний птах, який рідко віддаляється від берега більше ніж на 10 км, хоча іноді його бачили на відстані 140 км углиб материка. Часто відвідує порти та доки, узбережжя, морські острови та зону припливів. Він рідко переміщується вглиб країни або відвідує прісноводні місця. Це кочовий або частково мігруючий птах, багато популяцій рухаються на південь після розмноження, хоча популяції Червоного моря, здається, відносно осілі.

## Розмноження
Період розмноження триває з червня по жовтень. Вид зазвичай гніздиться в колоніях з іншими морськими птахами, але іноді поодиноко, часто на прибережних коралових островах, захищених рифами, зі скелями, піском і рідкісною рослинністю. Гніздо — це неглибоке заглиблення в піску або кораловому рифі з невеликою кількістю рослинного матеріалу, який використовує для вистилання. Самиця відкладає 1-3 яйця. Насиджування триває 25 днів.

## Харчування
Харчується в основному мертвою рибою, дрібною живою рибою, відходами рибальських човнів, яйцями та пташенятами інших морських птахів, молодими черепахами та креветками. Птах також краде їжу в інших морських птахів.